# Ricardo Gumbleton Daunt
Ricardo Gumbleton Daunt (Casa Branca, 27 de fevereiro de 1894 – São Paulo, 17 de fevereiro de 1977) foi um advogado, jurista criminal e precursor da polícia científica e um dos pioneiros da datiloscopia no Brasil.

## Biografia
Cursou o Ginásio de São Bento e a Faculdade de Direito do Largo São Francisco, bacharelando-se em 1919. Foi promotor público de Santa Cruz do Rio Pardo e de Itápolis, São Paulo. 
Por muitos anos foi diretor do Serviço de Identificação do Estado de São Paulo, idealizando e criando, nesta repartição, os laboratórios de Antropologia Criminal, Odontologia Legal, Química Legal, o Arquivo Monodatilar e o Arquivo Dactiloscópico, totalmente reestruturado com as “Mesas Daunt”. Foi o inspirador da instituição do “Registro Criminal do Estado”, da “Sessão de Passaportes”, da “Biblioteca”, e da “Sessão de Identificação de Estrangeiros”. Foi o criador das chamadas “Mesas Acácio Nogueira”, destinadas ao registro de impressões digitais.
Em 1938, Ricardo Gumbleton Daunt revolucionou o Instituto de Identificação Criminal do estado de São Paulo, dividindo-o em quatro secções: Fotografia, Antropometria, Datiloscopia e Aplicação (de vários recursos da ciência da identidade). Este Instituto, que mais tarde levaria seu nome, desde a sua criação, já identificou mais de quarenta milhões de pessoas, e, atualmente, emite mais de dez mil cédulas de identidade por dia, entre primeiras e segundas vias.
Em 1934 participou do Congresso Nacional de Identificação, realizado no Rio de Janeiro e em São Paulo.; em julho de 1937, da Semana Paulista de Medicina Legal; em julho de 1938, do Primeiro Congresso Paulista de Psicologia, Neurologia, Psiquiatria, Endocrinologia, Identificação, Medicina Legal e Criminologia; e, ainda, do Segundo Congresso Latino-Americano de Criminologia, realizado em Santiago, em janeiro de 1941; sempre representando o Serviço de Identificação do Estado de São Paulo, elaborando trabalhos e teses inéditas. 
Foi membro de diversas identidades científicas, tais como: Sociedade de Medicina Legal e Criminologia de São Paulo, Instituto Histórico e Geográfico de São Paulo, Instituto de Estudos Genealógicos de São Paulo (depois, chamado Instituto Heráldico e Genealógico) e Associação Paulista de Cirurgiões Dentistas (membro honorário). Dedicou-se, também, a profundos estudos de História, Heráldica e Genealogia, realizando pesquisas inéditas nestas áreas. Foi também comendador da Ordem Soberana e Militar de Malta. Um exemplo é o livro que fez mostrando toda a linhagem histórica de uma das famílias mais importantes do município paulista de Casa Branca, a família Carvalho, da qual o mais famoso era o Dr. Francisco Tomás de Carvalho, patrono da Escola Normal que leva o seu nome, Escola Normal Doutor Francisco Tomás de Carvalho. Na introdução de sua obra genealógica mais célebre - "O Capitão Diogo Garcia da Cruz" - defendeu a tese de que faltou figurar na "Genealogia Paulistana" mais um título: "Garcias de Figueiredo".

## Genealogia
- Ascendência: Era filho de Rogério O'Connor de Camargo Dauntre (grafia original, conforme o próprio Daunt explica, em sua obra genealógica) e de Iria Leopoldina de Figueiredo Dauntre. Pelo lado paterno, descendia da antiga aristocracia francesa, da Normandia, que passou à Irlanda, onde a família ligou-se aos O’Connor, de uma longa linhagem de patriotas, descendentes de Roderick O’Connor, o 183º. Monarca Suserano da Irlanda, falecido em 1198. Era neto paterno de Ana Francelina de Camargo e do médico irlandês Ricardo Gumbleton Daunt (Dauntre), radicado em Campinas, este filho de Richard Gumbleton Dauntre e de Anna Dixon Raines, de Kirkland. Era neto materno do Comendador Urias Gonçalves dos Santos e de Ana Jacinta de Figueiredo, esta filha do Barão de Monte Santo e de sua sobrinha Maria Carolina de Figueiredo. O Barão e seu irmão Joaquim, pai de Maria Carolina, eram filhos do Capitão Diogo Garcia da Cruz e de Inocência Constância de Figueiredo; esta, filha do capitão-mor José Álvares de Figueiredo - o fundador de Boa Esperança - e de Maria Vilela do Espírito Santo, esta neta da Ilhoa Júlia Maria da Caridade. Por este lado materno, Daunt descendia de uma complexa rede de endogamia formada pelos descendentes do capitão-mor José Álvares de Figueiredo.
- Descendência: Casou-se com Maria Amália Ferreira de Abreu Teixeira Leomil, com quem teve três filhos: Ricardo Gumbleton Daunt Filho (pai de Ricardo Gumbleton Daunt Neto, Patricia Gollitsch Daunt e Adriana Gollitsch Daunt), Alicia Maria Daunt de Campos Sales e Maria Elisa Leomil Daunt.
- Colaterais: Era sobrinho do monsenhor Fergus O'Connor de Camargo Daunt (1849-1911), que foi vigário-geral da Arquidiocese de São Paulo. Foi primo de diversas personalidades, como: Antônio Aureliano Chaves de Mendonça, Danton Mello, Eduardo Carlos Figueiredo Ferraz, Ester de Figueiredo Ferraz, José Carlos de Figueiredo Ferraz, Fátima Freire, Geraldo Freire, Morvan Aloísio Acaiaba de Resende, Nelson Freire, Newton Freire Maia, Selton Mello e Wagner Tiso, dentre outros.